# Ransart (Belgia)
Ransart (în valonă El Ronsåt) este un sector al orașului belgian Charleroi, situat în Regiunea Valonă, în provincia Hainaut.
Ransart a fost o comună cu administrație proprie înainte de fuziunea comunelor din 1977.

## Istoric
Sub regimul francez (1795–1815), Ransart era o comună a departamentului Jemmapes.

## Geografie
Sectorul Ransart este situat în vecinătatea aeroportului Bruxelles-Sud Charleroi (BSCA), care este folosit de către companiile aeriene low-cost.

## Etimologie
Forme vechi ale denumirii localității: Rhoardi Sartum (1154), Roharsart (1209). Alterare a numelui Hrodhard.

## Demografie
| 1801  | 1846  | 1900  | 1947   | 1977   | 2001  |
| ----- | ----- | ----- | ------ | ------ | ----- |
| 1.116 | 2.559 | 8.314 | 10.066 | 10.206 | 8.449 |

## Monumente
- Fosta colonie minieră Appaumée, clasată ca monument în 1994.[6]

## Personalități
- Abatele Liévin Thésin (1883–1972), preot, membru al rezistenței și spion din Primul Război Mondial, a fost preotul paroh al parohiei Ransart timp de peste 25 de ani (între 1934 și 1960).[7]